# 矢島翠
矢島 翠（やじま みどり、1932年4月17日- 2011年8月30日）は、日本の評論家、翻訳家。

## 略歴
東京市出身。カトリック系の小学校で学び、幼い頃から英語に親しんだ。一方で典型的な皇国少女でもあった。女子に門戸が開かれたばかりの東京大学文学部に入学し、1955年英文科卒業。同年共同通信社に入社、特信部外国通信部配属。1960年特信部文化部、1968年ホノルル特派員、1971年外信部、1974年ニューヨーク特派員を歴任し、1976年帰国後退社。のちフリーランスで文筆活動をし、また大学の映画史の講座を受け持ったりした。
私生活では、大学卒業後まもなく大学の同級生でのちの映画助監督と結婚、1959年に出産。1961年、半年間休職し夫のパリ高等映画学院留学に随行。のち離婚、加藤周一と再婚。
1983年10月から1984年7月までヴェネツィア大学より日本学客員教授として招聘された加藤とともにイタリア・ヴェネツィアに滞在。
2009年6月2日、「九条の会講演会 - 加藤周一さんの志を受けついで」に出席、あいさつをした。2010年2月27日公開のドキュメンタリー映画「しかし それだけではない。加藤周一 幽霊と語る」で製作者の一人を務めた。
2011年8月30日、呼吸不全のため東京都内の病院で死去。79歳没。

## 著作

### 単著
- 『女性特派員ノート』（人文書院） 1978
- 『出会いの遠近法』（潮出版社） 1979
- 『ラ・ジャポネーズ　キク・ヤマタの一生』（潮出版社） 1983、ちくま文庫 1990
- 『ヴェネツィア暮し』（朝日新聞社） 1987、平凡社ライブラリー 1994

### 共著
- 『加藤周一のこころを継ぐために』（岩波書店、岩波ブックレット） 2009

井上ひさし,梅原猛,大江健三郎,奥平康弘,澤地久枝,鶴見俊輔,成田龍一との共著

### 翻訳
- 『アントニオーニ』（ピエール・ルプロオン（フランス語版）、三一書房、現代のシネマ） 1969
- 『日本人の死生観』上・下（加藤周一,マイケル・ライシュ(Michael Reich),ロバート・J・リフトン、岩波新書） 1977
- 『歌え、翔べない鳥たちよ』（マヤ・アンジェロウ、人文書院） 1979、立風書房 1998、青土社 2018
- 『街よ、わが名を高らかに マヤ・アンジェロウ自伝2』（マヤ・アンジェロウ、人文書院） 1980
- 『パリ1930年代 一詩人の回想』（ルネ・ドゥ・ベルヴァル(René de Berval)、編訳、岩波新書） 1981
- 『強き性、お前の名は』（ミシェル・ウォレス（英語版）、朝日新聞社、女たちの同時代） 1982
- 『映画、わが自由の幻想』（ルイス・ブニュエル、早川書房） 1984
- 『アジア特電1937～1985』（ロベール・ギラン、平凡社） 1988
- 『ロッセリーニの<自伝に近く>』（ロベルト・ロッセリーニ、ステファノ・ロンコローニ(Stefano Roncoroni)編、朝日新聞社） 1994
- 『マサコ 麗しき夫人』（キク・ヤマタ、朝日新聞社） 1999